# Saint-Saturnin-de-Lenne
Saint-Saturnin-de-Lenne är en kommun i departementet Aveyron i regionen Occitanien i södra Frankrike. Kommunen ligger  i kantonen Campagnac som ligger i arrondissementet Millau. År 2022 hade Saint-Saturnin-de-Lenne 325 invånare.

## Befolkningsutveckling
Antalet invånare i kommunen Saint-Saturnin-de-Lenne
Referens: INSEE